# Luzonicus
Luzonicus là một chi bọ cánh cứng trong họ 
Elateridae.
Chi này được miêu tả khoa học năm 1916 bởi Fleutiaux.

## Các loài
Các loài trong chi này gồm:
- Luzonicus bakeri (Fleutiaux, 1918)
- Luzonicus bakeri Fleutiaux, 1916
- Luzonicus harmandi (Fleutiaux, 1918)
- Luzonicus murrayi (Candèze, 1874)
- Luzonicus murrayi Candèze, 1874